# Parigi-Camembert 1967
La Parigi-Camembert 1967, ventottesima edizione della corsa e valida come evento del circuito UCI categoria CB1.1, si svolse il 28 marzo 1967. Fu vinta dal francese Georges Chappe.

## Ordine d'arrivo (Top 10)
| Pos. | Corridore         | Squadra                  | Tempo |
| ---- | ----------------- | ------------------------ | ----- |
| 1    | Georges Chappe    | Mercier-Hutchinson-BP    |       |
| 2    | Robert Hagmann    | Tigra-Grammont           |       |
| 3    | Christian Leduc   | Bic-Hutchinson           |       |
| 4    | Gilbert Bellone   | Mercier-Hutchinson-BP    |       |
| 5    | Jean Graczyk      | Bic-Hutchinson           |       |
| 6    | Raymond Delisle   | Peugeot-Michelin-BP      |       |
| 7    | Jacques Cadiou    | Kamome-Dilecta-Wolber    |       |
| 8    | Jean-Paul Paris   | Tigra-Grammont           |       |
| 9    | Maurice Izier     | Pelforth-Sauvage-Lejeune |       |
| 10   | Jean-Louis Quesne | Tigra-Grammont           |       |